# Jessica Hilzinger
Jessica Hilzinger est une skieuse alpine allemande, née le 26 mai 1997. Elle est une slalomeuse.

## Biographie
Née en Suisse, elle a grandi au Liechtenstein, où elle a appris à skier et y possède la nationalité à l'époque. Elle rejoint la fédération allemande en 2014 et obtient sa nouvelle nationalité en 2015.
Jessica Hilzinger commence sa carrière officielle en novembre 2013.
Elle prend son premier départ en Coupe du monde en novembre 2015 à Aspen, se qualifiant pour la deuxième manche (25e).
Elle est sélectionnée pour les Championnats du monde 2017, où elle finit 22e du slalom. Elle obtient son meilleur résultat en Coupe du monde en décembre 2017, avec une 13e place au slalom parallèle de Courchevel.

## Palmarès

### Championnats du monde
| Épreuve / Édition          | Descente | Super G | Slalom géant | Slalom | Combiné alpin |
| -------------------------- | -------- | ------- | ------------ | ------ | ------------- |
| Mondiaux 2017 Saint-Moritz |          |         |              | 22e    |               |

### Coupe du monde
- Meilleur classement général : 102e en 2019.
- Meilleur résultat : 13e.

#### Classements en Coupe du monde
| Année/Classement | Année/Classement | Général | Général | Slalom | Slalom | Combiné | Combiné | Slalom parallèle | Slalom parallèle |
| ---------------- | ---------------- | ------- | ------- | ------ | ------ | ------- | ------- | ---------------- | ---------------- |
| Année/Classement | Année/Classement | Class.  | Points  | Class. | Points | Class.  | Points  | Class.           | Points           |
| 2016             | 2016             | 118e    | 6       | 54e    | 6      | -       | -       | -                | -                |
| 2018             | 2018             | 104e    | 20      | 44e    | 20     | -       | -       | -                | -                |
| 2019             | 2019             | 102e    | 20      | 46e    | 20     | -       | -       | -                | -                |
| 2020             | 2020             | 86e     | 33      | 39e    | 19     | 29e     | 13      | 46e              | 1                |

### Coupe d'Europe
- Meilleur classement général : 3e en 2019-2020[2] ;
- Meilleur classement en slalom : 1re en 2019-2020[2] ;
- Meilleur classement en slalom géant : 2e en 2016-2017[2] ;
- Meilleur classement en combiné : 2e en 2019-2020[2] ;
- 5 victoires (4 en slalom géant, 1 en slalom)[3].

Palmarès en mars 2020

### Championnats nationaux
- Championne du Liechtenstein en 2015 en slalom[4].

Palmarès en mars 2020;
- Vice-championne d'Allemagne en 2019 en slalom.